# Мкртумян, Юрий Исраелович
Ю́рий Исраелович Мкртумя́н (арм. Յուրի Իսրայելի Մկրտումյան; 1 января 1939 года, Тбилиси, Грузинская ССР — 14 ноября 2005 года, Ереван, Армения) — армянский политический и государственный деятель.

## Биография
В 1962 окончил Московский государственный университет имени М. В. Ломоносова, исторический факультет. Кандидат исторических наук, доцент.
В 1962—1963 — работал старшим лаборантом, в 1963—1971 — младшим научным сотрудником института археологии и этнографии АН Армянской ССР, в 1971—1989 — старшим преподавателем, доцентом ЕрГУ.
В 1989—1994 — заведующим кафедрой археологии и этнографии Ереванского государственного университета.
В 1988—1991 — избирался в руководящие партийные органы ЕрГУ, ЦК КП Армении. В 1990—1991 — член ЦК КПСС.
В 1994 — советник министра иностранных дел Республики Армения.
В 1994—1997 — Первый Чрезвычайный и Полномочный Посол независимой Армении в Российской Федерации.
С 1997 — ведущий научный сотрудник Института археологии и этнографии Национальной академии наук Республики Армения, с 1998 — Академик МАНПО.
Автор многочисленных научных работ, посвящённых этнографии армян, кавказских народов, межнациональным, культурным связям, международным и внешнеполитическим отношениям.